# Surbiton Trophy 2019
Die Surbiton Trophy 2019 ist ein Tennisturnier des ITF Women’s World Tennis Tour 2019 für Damen und ein Tennisturnier der ATP Challenger Tour 2019 für Herren in Surbiton. Beide Turniere finden zeitgleich vom 3. bis 9. Juni 2019 statt.